# Stretford, Herefordshire
Stretford är en by i civil parish Monkland and Stretford, i grevskapet Herefordshire, i England. Byn är belägen 3 km från Leominster. Stretford var en civil parish fram till 1987 när blev den en del av Monkland & Stretford. Civil parish hade 22 invånare år 1961. Byn nämndes i Domedagsboken (Domesday Book) år 1086, och kallades då Stratford.